# Arthur O'Connell
Arthur O'Connell   (Manhattan, 29 de març de 1908 - Woodland Hills, 18 de maig de 1981) va ser un actor estatunidenc. Era especialista en papers secundaris.

## Biografia
Rostre inoblidable en el cinema estatunidenc, Arthur O'Connell va ser nominat dues vegades per a un Oscar al millor actor per Picnic (1955) de Joshua Logan, amb William Holden i Kim Novak, i  Anatomia d'un assassinat  (1959) d'Otto Preminger, protagonitzada per James Stewart i Lee Remick.
Entre les seves altres interpretacions, cal recordar els papers brillants a  Bus Stop  (1956), de nou dirigida per Logan i  Operació Pacífic  (1959) de Blake Edwards.
També va ser actiu a la televisió, on va participar, entre altres coses, en alguns telefilms, incloent The Fugitive i Bonanza.

## Filmografia
| - 1938: Freshman Year: Student - 1939: Murder in Soho: Lefty - 1940: And One Was Beautiful: Home en un aparcament de Moroni - 1940: Two Girls on Broadway: Periodista en un casament - 1940: 'Taint Legal - 1940: Bested by a Beard - 1940: The Golden Fleecing: Cameraman - 1940: Dr. Kildare Goes Home: Nou Intern - 1940: The Leather Pushers: Periodista - 1940: He Asked for It - 1940: Hullabaloo: Fourth page - 1941: Lucky Devils: Pilot - 1941: Ciutadà Kane (Citizen Kane): Periodista - 1942: Man from Headquarters: Goldie Shores - 1942: Law of the Jungle: Simmons - 1942: Yokel Boy: Segon ajudant de Director - 1942: Canal Zone: New Recruit - 1942: Shepherd of the Ozarks: Bruce - 1942: Blondie's Blessed Event: Intern - 1942: Fingers at the Window: Fotograf - 1942: Hello, Annapolis: Farmacèutic Mate - 1948: Open Secret: Carter - 1948: The Naked City : Sergent Shaeffer - 1948: Homecoming: Ajudant d'ambulància - 1948: State of the Union : Primer periodista - 1948: One Touch of Venus : Periodista - 1948: The Countess of Monte Cristo : Ajudant Director Jensen - 1948: Force of Evil : Link Hall - 1950: Love That Brute: Periodista - 1951: The Whistle at Eaton Falls: Jim Brewster - 1952: Mister Peepers (sèrie TV): Mr. Hansen (1953-1954) - 1955: Picnic: Howard Bevans - 1956: The Man in the Gray Flannel Suit : Gordon Walker - 1956: Terra de violència (The Proud Ones) : Jim Dexter - 1956: The Solid Gold Cadillac: Mark Jenkins - 1956: Bus Stop : Virgil Blessing - 1957: The Monte Carlo Story : Mr. Homer Hinkley - 1957: Operació Nit Boja (Operation Mad Ball): Coronel Rousch | - 1957: April Love: Jed Bruce - 1957: The Violators: Solomon Baumgarden - 1958: Voice in the Mirror: William R. 'Bill' Tobin - 1958: Man of the West : Sam Beasley - 1959: Gidget: Mr. Russell Lawrence - 1959: Anatomia d'un assassinat (Anatomy of a Murder) : Parnell Emmett McCarthy - 1959: Hound-Dog Man: Aaron McKinney - 1959: Operation Petticoat : Sam Tostin - 1960: Cimarron : Tom Wyatt - 1961: The Great Impostor: Warden J.B. Chandler - 1961: Misty: Avi Beebe - 1961: A Thunder of Drums : Sergent Karl Rodermill - 1961: Un gàngster per a un miracle (Pocketful of Miracles) : Conte Alfonso Romero - 1962: Follow That Dream : Pop Kwimper - 1964: Kissin' Cosís : Pappy Tatum - 1964: 7 Faces of Dr. Lao: Clint Stark - 1964: Special for Women: The Menace of Age (TV): Joe Lawson - 1964: Your Cheatin' Heart: Fred Rose - 1965: Nightmare in the Sun: Husband - 1965: The Monkey's Uncle: Darius Green III - 1965: La gran cursa (The Great Race) : Henry Goodbody - 1965: The Third Day : Doctor Wheeler - 1966: Ride Beyond Vengeance: El narrador - 1966: The Silencers : Joe Wigman - 1966: Fantastic Voyage : Coronel Donald Reid - 1966: Birds Do It: Prof. Wald - 1966: The Wild Wild West, (sèrie TV) - Temporada 1 episodi 22, Temporada 1 Episodi 22: The Night of the Bars of Hell, de Richard Donner: Theophilus Ragan - 1967: A Covenant with Death: Judge Hockstadter - 1967: The Reluctant Astronaut: Buck Fleming - 1968: The Power : Professor Henry Hallson - 1968: If He Hollers, Let Him Go! : Perseguidor - 1969: Seven in Darkness (TV): Larry Wise - 1970: Do Not Throw Cushions Into the Ring: Agent de borsa - 1970: Suppose They Gave a War and Nobody Came?: Mr. Kruft - 1970: El dia dels tramposos (There Was a Crooked Man...) : Mr. Lomax - 1971: The Last Valley : Hoffman - 1971: A Taste of Evil (TV): John - 1972: Ben: Bill Hatfield - 1972: They Only Kill Their Masters: Ernie - 1972: L'aventura del Posidó (The Poseidon Adventure): Chaplain John - 1973: Wicked, Wicked: Mr. Fenley - 1974: Shootout in a One-Dog Town (TV): Henry Gills - 1974: Huckleberry Finn: Coronel Grangerford - 1975: The Hiding Place: Casper ten Boom |

## Premis i nominacions
Nominacions
- 1955: Oscar al millor actor secundari pel paper de Howard Bevans a Picnic
- 1959: Oscar al millor actor secundari pel paper de Parnell Emmett McCarthy a Anatomia d'un assassinat